# Crémant de Luxembourg
Crémant de Luxemburg és un vi escumós de la regió luxemburguesa del Mosel·la, el districte nacional que fa vi escumós seguint el mètode tradicional (méthode traditionnelle). Aquest mètode inclou una segona fermentació en l'ampolla seguida per nou mesos de fermentació. Els raïms únics de les varietats locals millors són els més utilitzats. Han de ser perfectament sans i lliures de qualsevol desperfecte.
La denominació Crémant de Luxembourg data del 4 de gener de 1991 quan la Marque Nationale: Appellation contrôlée Crémant de Luxemburg va ser introduïda. Una etiqueta rectangular en el de darrere de cada ampolla testifica l'autenticitat del vi i la qualitat basada en un examen del seu color, claredat i gust. Hi ha d'haver-hi una pressió de com a mínim 4 bars en cada ampolla. Luxemburg és l'únic país més enllà de França amb permís per utilitzar el terme crémant.